# كونومي واتانابي
كونومي واتانابي (باليابانية: 渡邉このみ؛ بالكانا: わたなべ このみ) هي ممثلة يابانية، ولدت في 25 يوليو 2006 في أوساكا في اليابان.

## وصلات خارجية
- كونومي واتانابي على موقع IMDb (الإنجليزية)
- كونومي واتانابي على موقع ميوزك برينز (الإنجليزية)